# Mad studies
Mad studies är en framväxande akademisk disciplin, teori och aktivism om erfarenheter, historia, kulturer och politik som berör galenskap, neurodiversitet, och mental hälsa.
Mad studies utgår från patienters perspektiv, och föddes i överlevnadsrörelser i bland annat Kanada, USA, Storbritannien och Australien. 
Metoder inom mad studies inspireras av bland annat antropologi, etnografi, critical race theory och queer studies.
Likheter finns också med kritisk handikappvetenskap och kritisk social teori.

## Historia
Richard A. Ingram, forskare vid School of Disability Studies vid Ryerson University, ska ha myntat uttrycket Mad studies 2008. I artikeln Doing Mad Studies: Making (Non)sense Together pekar Ingram på ett antal teoretiker som skapat en akademisk grund som mad studies byggt vidare på. Däribland Nietzsche, Bataille, Blanchot, Deleuze och Guattari.

## Mad studies i Sverige
Mad studies är ett nytt forkningsfält. I Sverige finns 2021 några projekt:  
- Föreningen Mad heritage and contemporary arts arbetar bland annat för att etablera mad studies i Sverige.[5]
- Forskningsprojektet Psykiatrins kulturarv och Mad heritage vid Göteborgs universitet ligger inom fältet mad studies.[4] I februari 2020 var Geoffrey Reaume gästforskare vid Center för kritiska kulturarvsstudier (CCHS) och Institutionen för socialt arbete på Göteborgs universitet.[6][7]
- Cecilia Rodehn vid Uppsala universitet forskar på psykiatriska sjukhus kulturarv utifrån ett mad studies-perspektiv.[8] Hon har också skrivit om mad studies i relation till genusvetenskap.[9]

## Centrala texter
- This is Survivor Research (2009) [10]
- Mad at School: Rhetorics of Mental Disability and Academic Life (2011) [11]
- Mad Matters: A Critical Reader in Canadian Mad Studies (2013) [12]
- Psychiatry Disrupted: Theorizing Resistance and Crafting the (R)evolution (2014) [13]
- Decolonizing Global Mental Health: The Psychiatrization of the Majority World (2014) [14]
- Disability Incarcerated: Imprisonment and Disability in the United States and Canada (2014) [15]
- Madness, Distress, and the Politics of Disablement (2015) [16]
- Psychiatry and the Business of Madness: An Ethical and Epistemological Accounting (2015) [17]
- Searching for a Rose Garden: Challenging Psychiatry, Fostering Mad Studies (2016) [18]
- Deportation and the Confluence of Violence within Forensic Mental Health and Immigration Systems (2015) [19]